# Pierre Pena
Pour les articles homonymes, voir Pena.
Pierre Pena (1535-1620) est un médecin, botaniste et écrivain français.

## Biographie
D'ancienne famille provençale, il naît vers 1535 à Jouques.
Il fait ses études à l'université de Montpellier, où il rencontre le Flamand Matthias de l'Obel, avec qui il voyage en Italie. En 1571, tous deux publient, à Londres, un ouvrage de botanique.
Il aurait été le médecin secret de Henri III.
En 1581, dans un acte notarié, il est dit médecin de la reine-mère.
En 1610, il signe  le procès-verbal de l'autopsie d'Henri IV.
Il fut aussi le médecin de Louis XIII.
Gaspard Tronchay lui dédia une complainte à Dieu en 262 vers.

## Sources partielles
: document utilisé comme source pour la rédaction de cet article.
- Paul Delaunay, Vieux médecins mayennais